# École centrale des sciences médicales et de la santé
L’École centrale des sciences médicales et de la santé ou Centrale santé est une école d'études supérieures tunisienne spécialisée dans le domaine de la santé et du paramédical. Elle est issue d'une réorganisation de l'Université centrale.
Ayant le statut d'établissement privé d'enseignement et de recherche, elle est placée sous la tutelle du ministère de l'Enseignement supérieur et de la Recherche scientifique.

## Mission
Les élèves peuvent y obtenir des diplômes de techniciens supérieurs en santé.
Centrale santé organise aussi des journées et des congrès nationaux.

## Diplômes
L'école est habilitée par le ministère à délivrer les diplômes pour les techniciens supérieurs dans le domaine paramédical :
| - Physiothérapie ; - Anesthésie et soins intensifs ; - Optique-Lunetterie ; - Sciences infirmières ; - Prothèse dentaire ; | - Nutrition humaine ; - Radiophonie ; - Instrumentation opératoire ; - Orthophonie ; - Obstétrique. |